# Métro de Cracovie
Le métro de Cracovie est un projet de métro à Cracovie, en Pologne. Après un référendum local favorable au projet en 2014, les travaux devraient finalement commencer en 2028. La construction devrait avoir lieu en trois phases, la première sur six kilomètres selon un axe est-ouest.